# Anne-Catherine Van Santen
Anne-Catherine Van Santen, née le 7 novembre 1955 à Bruxelles, est une autrice de bande dessinée, dessinatrice de presse, illustratrice, graveur et lithographe belge.

## Biographie
Anne-Catherine Van Santen naît le 7 novembre 1955, à Bruxelles.
Elle suit une formation en gravure et lithographie chez Robert Kayser à l’Académie de Boisfort.
Elle publie chaque semaine des images liées à l'actualité dans l’ancien quotidien Le Matin. Elle collabore activement à l'hebdomadaire Le Ligueur en publiant des dessins thématiques et en proposant chaque semaine une mini-BD, Les Adorables,.
Elle participe à de nombreuses expositions individuelles ou collectives depuis 1984 en Belgique et à l'étranger.
Avec Jean-Claude Salemi, elle est cofondatrice de l'Atelier Razkas en 1986, un collectif de graveurs, graveurs et imprimeurs sur pierre installés à Schaerbeek qui ont souvent exposé leur travail en Belgique et à l'étranger.
Ses dessins paraissent dans Soir Mag, Le Soir ou encore The Bulletin. On trouve également ses dessins pour l'illustration de la journée internationale des femmes, l'Association des journalistes professionnels, dans Le Journal de Culture et Démocratie.
En 1993, l'Association contre le cancer, une collaboration entre les centres de prévention des cancers de Flandre et des Pays-Bas, publie l'album 6 Histoires bien portantes, dans laquelle six dessinateurs créent une histoire en bande dessinée liée à la prévention du cancer. Parmi les auteurs contributeurs figurent Daniel Alexandre et Dino Attanasio, Jean-Luc Cornette, Laurent Letzer et Luc Cromheecke, Al Séverin, Jean-Claude Salemi et Anne-Catherine Van Santen. Anne-Catherine scénarise une bande dessinée pour le dessinateur Salemi, intitulée Sous le soleil exactement, qui n'est que vaguement liée au cancer : il s'agit d'un amour d'été sur la plage, avec deux proches partageant l'ombre au lieu de s'asseoir au soleil. Le livre est réalisé par le Centre belge de la bande dessinée et Tof Productions sous la direction de Jean-Claude De la Royère.
Comme illustratrice, on lui doit les ouvrages Enfance portative de Colette Nys-Mazure, publié aux éditions Esperluète en 2000 et L'Union européenne, un chantier permanent de Christophe Degryse, publié aux éditions De Boeck et la Ligue des familles en 2007.
Elle collabore de manière récurrente à Philéas et Autobule.
Elle vit et travaille à Bruxelles.

## Œuvres

### Albums de bande dessinée

#### Les Adorables
- 1. L'Important, c'est le dialogue, Luc Pire, coll. « Voix du rire », Bruxelles, 2001
Scénario, dessin et couleurs : Anne-Catherine Van Santen -  (ISBN 2-87415-085-1)
- 2. Réponds quand on te parle..., Luc Pire, coll. « Voix du rire », Bruxelles, 2003
Scénario, dessin et couleurs : Anne-Catherine Van Santen -  (ISBN 2-87415-284-6)
- 3. Qu'est-ce qu'on disait ?, Luc Pire, coll. « Voix du rire », Bruxelles, 2005
Scénario et dessin : Anne-Catherine Van Santen - Couleurs : quadrichromie -  (ISBN 2-87415-549-7)
- 4. Entre deux portes..., Luc Pire, Bruxelles, 2007
Scénario, dessin et couleurs : Anne-Catherine Van Santen -  (ISBN 978-2-87415-826-1)
- 5. C'est la crise... mais laquelle ?, La Renaissance du livre, Bruxelles, 2010
Scénario, dessin et couleurs : Anne-Catherine Van Santen -  (ISBN 978-2-507-00397-5)

### Collectifs
- 6 Histoires bien portantes, Association contre le cancer, Bruxelles, 1993
Scénario : collectif dont Anne-Catherine - Dessin : collectif dont Jean-Claude Salemi - Couleurs : quadrichromie -  (ISBN 2-87247-010-7)Participation : Sous le soleil exactement - Scénario : Anne-Catherine - Dessin : Jean-Claude Salemi (5 planches).

### Illustrations
- Vocabulaire de l'économie en Belgique de Hervé Broquet, EVO, Bruxelles, 1996  (ISBN 2-87003-323-0).
- Devenir citoyen de Hervé Broquet et Simon Petermann, De Boeck, Bruxelles, 1996  (ISBN 2-8041-2952-7).
- Enfance portative de Colette Nys-Mazure, Esperluète, Noville-sur-Mehaigne, 2000  (ISBN 2-930223-12-X).
- Ma première grammaire française de Christian Cherdon, De Boeck, Bruxelles, 2001  (ISBN 2-8041-3759-7).
- L'Union européenne, un chantier permanent de Christophe Degryse, De Boeck / Ligue des familles, Bruxelles, 2007  (ISBN 978-2-8041-4697-9).

### Catalogue d'expositions
- Le social au singulier, Centre culturel Le Botanique, Bruxelles, 27 février au 10 mars 1985 (OCLC 1137375987)

### Expositions

#### Expositions individuelles
- planches originales, Haute École Louvain en Hainaut, Mons en 2015[12]

#### Expositions collectives
- 150 ans au service de l'école publique et de l'éducation permanente[13], Maison du livre, Saint-Gilles, du 29 janvier au 13 février 2014
- Images Imprimées[14], Maison des Arts, Schaerbeek, du 24 mars au 18 mai 2018[15],[16].

### Collections publiques
11 œuvres de cette artiste sont conservées au Centre de la gravure et de l'image imprimée à La Louvière.

#### Livres
- Suzanne Van Rokeghem, Jacqueline Aubenas et Jeanne Vercheval-Vervoort, Des femmes dans l'histoire en Belgique, Luc Pire Éditions, 2006, 303 p., ill. ; 28 cm (ISBN 9782874155239 et 2-87415-523-3, OCLC 470723855, présentation en ligne), p. 248. ,lire sur Google Livres
- Jacques Fiérain, « Anne-Catherine », dans La BD dans la province du Hainaut, Charleroi, Éd. l'Âge d'or, septembre 2006, 96 p., ill. ; 31 cm (ISBN 9782960046458 et 2960046455, OCLC 469651838, présentation en ligne), p. 47. .